# Liste der Bischöfe von Urgell
Der Bischof von Urgell ist der römisch-katholische Bischof des Bistums Urgell mit Sitz Kathedrale von La Seu d’Urgell in La Seu d’Urgell, Katalonien (Spanien) und seit 1278 damit auch ex officio einer der beiden Kofürsten des Fürstentums Andorra.

## Liste der Amtsinhaber
1. Heiliger Just I. vor 527–546
2. Epigan ca. 550
3. Marcel I. ca. 570
4. Simplici 589–599
5. Gabila ca. 604
6. Ranari ca. 633
7. Meurell 653–665
8. Leuderic I. 665–683
9. Jacint ? 672–680 ?
10. Leuberic 683–693
11. Urbici 693–704
12. Marcel II. 704–721
13. Just II. 721–733
14. Anambad ? 733–731
15. Leuderic II. 732–754
16. Esteban 754–765
17. Dotilan 765–783
18. Felix 783–792
19. Randolf 792–798
20. Felix 798–799
21. Leidrat de Lió 799–806
22. Posedoni I. 806–819
23. Sisebut I. 819–823
24. Posedoni II. 823–833
25. Sisebut 833–840
26. Florenci 840–850
27. Beat 850–857
28. Guisad I. 857–872
29. Golderic 872–885
30. Esclua 885–892
31. Ingobert 893–900
32. Nantigis 900–914
33. Trigilbert 914
34. Radulf 914–940
35. Guisad I. (940–981)
36. Sala (981–1010)
37. Heiliger Ermengol (1010–1035)
38. Eribau (1036–1040)
39. Guillem Guifré (1041–1075)
40. Bernat Guillem (1076–1092)
41. Guillem Arnau de Montferrer (1092–1095)
42. Fulcó II. (1092–1096)
43. Sant Ot (1095–1122)
44. Pere Berenguer (1123–1141)
45. Bernat Sanç (1142–1163)
46. Bernat Roger (1163–1167)
47. Arnau de Preixens (1167–1195)
48. Bernat de Castelló (1195–1198)
49. Bernat de Vilamur (1199–1203)
50. Pere de Puigvert (1204–1230)
51. Ponç de Vilamur (1230–1255)
52. Abril Peláez Peláez (1257–1269)
53. Pere d’Urtx (1278–1293) (erster Kofürst von Andorra)
54. Guillem de Montcada (1295–1308)
55. Ramon Trebaylla (1309–1326)
56. Arnau de Llordà (1326–1341)
57. Pere de Narbona (1341–1347)
58. Nicolau Capoci (1348–1351)
59. Hugó Desbach (1351–1361)
60. Guillem Arnau de Patau (1362–1364)
61. Pere de Luna (1365–1370)
62. Berenguer d’Erill i de Pallars (1371–1388)
63. Galcerand de Vilanova (1388–1415)
64. Francesc de Tovia (1416–1436)
65. Arnau Roger de Pallars (1437–1461)
66. Jaume de Cardona i de Gandia (1462–1466) (Haus Folch de Cardona)
67. Roderic de Borja (1467–1472) (Haus Borgia)
68. Pere de Cardona (1472–1515) (Haus Folch de Cardona)
69. Joan Despés (1515–1530)
70. Pedro Jordà de Urríe (1532–1533)
71. Francesc de Urríes (1534–1551)
72. Miquel Despuig (1552–1556)
73. Joan Pérez García de Oliván (1556–1560)
74. Pere de Castellet (1561–1571)
75. Joan Dimas Loris (1572–1576)
76. Miquel Jeroni Morell (1577–1579)
77. Hugó Ambrós de Montcada (1580–1586)
78. Andreu Capella (1587–1609)
79. Bernat de Salbà i de Salbà (1610–1620)
80. Luís Díes Aux de Armendáriz (1621–1627)
81. Antonio Pérez (1627–1633)
82. Pau Duran (1634–1651)
83. Joan Manuel de Espinosa (1655–1663)
84. Melcior Palau i Boscà (1664–1670)
85. Pere de Copons i de Teixidor (1671–1681)
86. Joan Desbach Martorell (1682–1688)
87. Oleguer de Montserrat Rufet (1689–1694)
88. Julià Cano Thebar (1695–1714)
89. Simeó de Guinda y Apeztegui (1714–1737)
90. Jordi Curado y Torreblanca (1738–1747)
91. Sebastià de Victoria Emparán y Loyola (1747–1756)
92. Francesc Josep Catalán de Ocón (1757–1762)
93. Francesc Fernández de Xátiva y Contreras (1763–1771)
94. Joaquín de Santiyán y Valdivielso (1772–1779)
95. Juan de García y Montenegro (1780–1783)
96. Josep de Boltas (1785–1795)
97. Francesc Antoni de la Dueña y Cisneros (1797–1816)
98. Bernat Francés y Caballero (1817–1824)
99. Bonifaci López y Pulido (1824–1827)
100. Simó de Guardiola y Hortoneda (1828–1851)
101. Josep Caixal i Estradé (1853–1879)
102. Salvador Casañas i Pagès (1879–1901)
103. Ramon Riu i Cabanes (1901)
104. Toribio Martín (1902)
105. Joan Josep Laguarda i Fenollera (1902–1906)
106. Josep Pujargimzú (1907)
107. Joan Baptista Benlloch i Vivó (1907–1919)
108. Jaume Viladrich (1919–1920)
109. Justí Guitart i Vilardebò (1920–1940)
110. Ricardo Fornesa (1940–1943)
111. Ramon Iglésias Navarri (1943–1969)
112. Ramón Malla Call (1969–1971)
113. Joan Martí Alanís (1971–2003)
114. Joan Enric Vives i Sicília (2003–2025)
115. Josep-Lluís Serrano Pentinat (seit 2025)